# Ruth Baltra Moreno
Ruth Baltra Moreno (1938-2014) fue una actriz, dramaturga, pedagoga y directora teatral chilena. Participante activa de organización social y destacada en su trabajo ligado al teatro infantil y Juvenil, fundadora de OCARIN.

## Biografía
A sus 16 años Ruth Baltra Moreno termina Humanidades y comienza a estudiar artes escénicas en la Escuela de Teatro de la Universidad de Chile a cargo del director Pedro de la Barra. Realiza su Práctica Teatral en 1959.
El año de su egreso, viaja junto a Víctor Jara, Alejandro Sieveking, Tomás Vidiella, Sergio Zapata, Sergio Urrutia a Uruguay y Argentina. En Argentina descubre su vocación no es actuar sino enseñar, nace entonces, en Buenos Aires, la Educadora Teatral. Y Ejerce esta función por años, hasta que por temas familiares y de salud decide regresar a Chile. 
Dedicó más de 50 años al teatro, dramaturgia y teatro infantil, siendo este último el que concentró su mayor esfuerzo.Hay registro escrito de 56 obras de Teatro y 15 Cuentos dedicados a los más pequeños y publicación de 3 libros. 
El 6 de diciembre de 2011, se realizó un homenaje en la sala Antonio Varas (Teatro Nacional). Sin embargo este no contó con mayor cobertura de los medios tradicionales. 

Durante sus últimos años se vio afectada por el cáncer, el cual pudo combatir por un tiempo, y continuó realizando actividades a pesar de la enfermedad.
Se encontraba escribiendo “HISTORIA Y REPERTORIO UNIVERSAL DEL TEATRO INFANTIL” y “LA PRINCESA VIOLETA, CINCO HISTORIAS PERRUNAS Y UNA ECOLÓGICA” (Recopilación de sus cuentos).
A pesar de su lucha contra la enfermedad los últimos meses, fueron críticos. El 20 de abril de 2014 fallece a consecuencia de la expansión del cáncer, dejando a su familia, quienes deberían continuar con su legado.

## Su paso por Argentina
En Argentina descubre su vocación no es actuar sino enseñar, nace entonces, en Buenos Aires, la Educadora Teatral. Se perfecciona en Pedagogía Universidad El Salvador, Psicodrama (Jaime Rojas Bermúdez y Eduardo Pawlosky, Respiración para Niños Asmáticos (Hospital Ramos Mejías), Dirección y Dramaturgia Infantil (ARGENTORES y participa en diferentes Jornadas relacionadas con el Teatro Infantil).

En Buenos Aires, en octubre de 1962, funda la Escuela de Teatro Infantil “EL DUENDECITO ARLEQUÍN”, personaje de su primera obra para niños: “El País Encantado De Los Señores Duendes”. Con este mismo Personaje inicia un Ciclo en el Canal 9 de Televisión de Bs.As.; “Las Travesuras del Duendecito Arlequín” de gran audiencia. Crea un Programa Radial “Pacotilla, el Rey de la Pandilla”, de gran éxito y duración. Escribe y dirige obras para Niños, Niñas y Adolescentes en Teatros, Establecimientos Educacionales, Villas Miserias y Hospitales al ser contratada por la Municipalidad de Buenos Aires. Viaja a Festivales y Encuentros realizados en (Montevideo) y (Curitiva) donde conoce y dialoga con la dramaturga Maria Clara Machado.
En 1965 participa de la película Pajarito Gómez, una vida feliz.

## El regreso a Chile

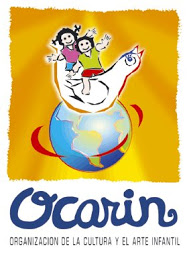
Corresponde al logo de 1979. El primer LOGO que representó a OCARIN y fue creado por un niño de 12 años de la población "La Palmilla" de la Región Metropolitana. Para el PRIMER ENCUENTRO MUNDIAL DE TEATRO Y DANZA INFANTIL- INFANTIL, el diseñador Jaime Piña, modificó creativamente el mismo.

En 1967 visita Chile para montar la obra El País Encantado de los Señores Duendes en el Teatro Municipal de Santiago. En 1969 funda la Escuela Municipal de Teatro Infantil-Juvenil, con cuyos alumnos participa en múltiples actividades de la Municipalidad de Santiago. En 1972, participa con todos sus alumnos en la inauguración de la UNTAD y presenta para los Diplomáticos de dicha reunión la obra “Los Papeleros”.
Viaja en el Tren de la Cultura Infantil al Sur de Chile, presentando la obra de Isidoro Aguirre en libre adaptación para niños. Ese mismo año se inscribe en la Escuela de Teatro de la Universidad de Chile en el curso de Escenografía e Iluminación y rinde su tesis sobre “La Historia del Teatro Infantil” ante Sergio Aguirre, Fernando Gonzáles y José Pineda.
En el Año Internacional del Niño, 1979, funda “OCARIN”, Organización de la Cultura y el Arte Infantil.
La Escuela de Teatro y Danza “OCARIN” fue un semillero y, a la vez, un sitio de Paz, Amistad y Alegría. Esta Escuela que funcionaba en Arturo Prat 464, fue incendiada en 1989.
Durante la década del '90 imparte diversos talleres en distintas organizaciones, entre las que se encuentran centro cultural Facetas, centro cultural Bertolt Brecht, y distintas organizaciones Municipales, siempre bajo el nombre de OCARIN.
A pesar de no tener el mismo éxito que en Argentina, Ruth Baltra Moreno nunca para de trabajar y dedicarse a los niños. Uno de sus objetivos principales en forma específica era posibilitar que la Educación Artística y en forma específica el Arte Teatral fuera insertada en la malla Curricular del Sistema Nacional de Educación, para contraponer la eliminación de una hora a la Educación Musical y a Artes Plásticas.
A lo largo de su carrera asiste y organiza Asistencia y organización de Congresos y Encuentros Mundiales, recibe premios y reconocimientos.

## Obras
Hay registro escrito 56 obras de Teatro y 15 Cuentos dedicados a los más pequeños. Ha publicado 3 libros “El País Encantado de los Señores Duendes, 1965 en Argentina,  “Rayito de Sol” en 1986, en Chile y en el año 2003, publica “TEATRO INFANTIL, PARA JUGAR, PARA CREAR, ¡PARA EL AULA!” 

### Asistencia y organización de Congresos y Encuentros Mundiales
- 1979. Para celebrar el “Año Internacional del Niño” organiza “EL PRIMER CONGRESO DEL NIÑO HECHO POR NIÑOS”, realizado con más de doscientos Niños y Adolescentes de Organizaciones Comunitarias y Educacionales, en forma clandestina en la Parroquia Santa Rosa del Parral, con una clausura y lleno total en el Teatro Caupolicán.

- 1985 realiza el “SEGUNDO CONGRESO DEL NIÑO HECHO POR NIÑOS”, inaugurado en el Teatro Cariola con la asistencia de 400 Niños y la participación de los Hijos e Hijas de Exiliados que sí podían entrar al país. Para motivar esta actividad se visitan la mayoría de las comunas de la Región Metropolitana y algunas otras ciudades aledañas. OCARIN en su evaluación comprobó la participación de cerca de 10.000 Niños, Niñas,  Adolescentes y Jóvenes.

- Agosto de 2002 participa nuevamente con los alumnos de OCARIN, en el PRIMER FESTIVAL INTERNACIONAL DE TITERES Y TEATRO. en Jujuy, Argentina con la obra “¿Dónde está mi Niño Araucano?”

- 2003, junto a sus alumnos de la Escuela de Teatro y Danza OCARIN participa en el IX FESTIVAL INTERNACIONAL DE LA CULTURA, con la obra “SEMBREMOS DE AMOR NUESTRO PLANETA” organizado en la ciudad de Potosí, Bolivia, donde le corresponde declarar a 150 niños bolivianos, “Mensajeros de la Paz” a nombre de UNESCO-CHILE.

- Mayo del 2003 es invitada por el Centro de Alternativas Pedagógicas “Nosotros” a Lima, Perú, patrocinado por el Instituto Nacional de Arte Dramático y Ministerio de Educación del Perú, para exponer dos Conferencias: sobre el Teatro Infantil Y “La Historia del Teatro Infantil”.

- Abril del 2004 Es invitada al 23° Foro para la Educación Preescolar en Morelia, México.

- Julio del 2004, participa en el 5° Congreso Mundial de Teatro-Educación “IDEA/DRAMA” realizado en Ottawa, Canadá. Junto con sus alumnos participa en el 8° Festival Mundial de Teatro Infantil realizado en La Habana Cuba con las obras “VIDA, OBRA Y ETERNIDAD DE MI MISMO” (Biografía de Pablo Neruda) y “¿QUIÉN LE QUEBRÓ LA PATITA A LA TENQUITA?”

- Enero de 2005 es invitada por la Dirección del Foro Social Mundial a exponer sobre la importancia del Teatro Infantil en Niños y Adolescentes en la ciudad de Porto alegre, Brasil.

- Enero de 2006 organiza el “PRIMER ENCUENTRO MUNDIAL DE TEATRO Y DANZA INFANTIL-JUVENIL” cuya sigla es “EMTIJ”, la sede fue la comuna de La Florida y como Sub-Sede San Joaquín, Lampa, Puente Alto, Rancagua y Talca. Participaron 42 Grupos y compañías de Teatro de Argentina, Uruguay, Perú, Bolivia, Ecuador, Paraguay,  Brasil, Venezuela, Colombia, México, España, Uganda y Cabo Verde.

- Enero de 2007 participa en el Congreso de ASSITEJ, en la ciudad de Buenos Aires.

- Febrero de 2007 realiza el “SEGUNDO ENCUENTRO MUNDIAL DE TEATRO Y DANZA INFANTIL-JUVENIL” cuya Sede Central fueron las comunas de Santiago, San Joaquín, Conchalí, Estación Central, Talca, Navidad, Rengo, Tilcoco y Coquimbo.

- Marzo de 2009, se realiza el TERCER FORO MUNDIAL DE ESPECIALISTAS EN LITERATURA INFANTIL-JUVENIL, CAMINO AL BICENTENARIO” Como Expositores participaron destacados dramaturgos de América Latina y Europa: Alemania, España, México, Colombia, Brasil, Argentina, Uruguay, Bolivia, Perú Y Chile. (http://www.alternativateatral.com/persona10864-ruth-baltra-moreno)

- Octubre de 2013. 7° Encuentro Mundial de Teatro y Danza Infantil y Juvenil y 4° Congreso de Especialistas en DramaturgiaInfantil. 18 de octubre de 2013 al 26 de octubre de 2013[8]

## Premios y reconocimientos
En 1989 fue ganadora del 1° y 2° lugar en el Festival Nacional Escolar del Ministerio de Educación con las obras “¿JUGUEMOS AL CUENTO?” 1° lugar. (Liceo a-52 de Ñuñoa) y “EL MARAVILLOSO MUNDO DEL EIAN Y LA MIMOSA” 2° lugar (Escuela Eduardo Frei, de Ñuñoa Comuna, Región Metropolitana).
En el año 1996 fue elegida la "Mejor Dirigente Social" en Puente Alto, Comuna, Región Metropolitana por su aporte a la Cultura y la realización del “PRIMER FESTIVAL DE TEATRO INFANTIL ¡¡VEN, VAMOS A JUGAR AL TEATRO EN PUENTE ALTO!!”
En el año 2000, fue instituida por la UNESCO, “Mensajera de Paz”.
En el 2001 fue elegida como la "Mejor Dirigente Cultural" La Florida, Región Metropolitana por su trabajo en la Escuela de Teatro Infantil-Juvenil en la Casa de la Cultura de la comuna.
El 6 de diciembre de 2011, se realizó un homenaje en la sala Antonio Varas (Teatro Nacional).